# Non, non, rien n'a changé
Non, non, rien n'a changé is een hitsingle uit 1971 van de Franse jongensgroep Les Poppys. 

## Achtergrond
De plaat werd uitsluitend een hit in het Franse en Nederlandse taalgebied. In thuisland Frankrijk bereikte de plaat de nummer 1-positie.
In Nederland werd het nummer een gigantische hit: het 
stond twee weken op de nummer 1-positie in de Nederlandse Top 40 op Radio Veronica en bleef in totaal 25 weken in deze hitlijst genoteerd. In de Hilversum 3 Top 30 / Daverende Dertig op Hilversum 3 stond de plaat 23 weken in de publieke hitlijst genoteerd, waarvan één week op nummer 1. In het Top 100 Jaaroverzicht 1971 van deze hitlijst stond de plaat ook bovenaan; het was daarmee de hit van het jaar. Ook staat de plaat sinds de allereerste editie in december 1999 onafgebroken in de jaarlijkse NPO Radio 2 Top 2000 van de Nederlandse publieke radiozender NPO Radio 2.
In België bereikte de plaat de 18e positie in de voorloper van de Vlaamse Ultratop 50. In de Vlaamse Radio 2 Top 30 werd geen notering behaald. In Wallonië kwam de plaat op nummer 1.
De solozanger van de groep was Bruno Polius.
De punkband Kobus gaat naar Appelscha heeft een cover van het nummer opgenomen op hun tweede lp All Smooth Faces in a Fantasy World, dat in 1986 verscheen. De Vlaamse groep The Radios coverde de plaat in 1993.
Jan Rot vertaalde het in 2007 voor An + Jan Vrolijk Kerstfeest als 'Red het kerstdiner'.

## Hitnoteringen

### Nederlandse Top 40
| Hitnotering: 04-09-1971 t/m 19-02-1972 | Hitnotering: 04-09-1971 t/m 19-02-1972 | Hitnotering: 04-09-1971 t/m 19-02-1972 | Hitnotering: 04-09-1971 t/m 19-02-1972 | Hitnotering: 04-09-1971 t/m 19-02-1972 | Hitnotering: 04-09-1971 t/m 19-02-1972 | Hitnotering: 04-09-1971 t/m 19-02-1972 | Hitnotering: 04-09-1971 t/m 19-02-1972 | Hitnotering: 04-09-1971 t/m 19-02-1972 | Hitnotering: 04-09-1971 t/m 19-02-1972 | Hitnotering: 04-09-1971 t/m 19-02-1972 | Hitnotering: 04-09-1971 t/m 19-02-1972 | Hitnotering: 04-09-1971 t/m 19-02-1972 | Hitnotering: 04-09-1971 t/m 19-02-1972 | Hitnotering: 04-09-1971 t/m 19-02-1972 | Hitnotering: 04-09-1971 t/m 19-02-1972 | Hitnotering: 04-09-1971 t/m 19-02-1972 | Hitnotering: 04-09-1971 t/m 19-02-1972 | Hitnotering: 04-09-1971 t/m 19-02-1972 | Hitnotering: 04-09-1971 t/m 19-02-1972 | Hitnotering: 04-09-1971 t/m 19-02-1972 | Hitnotering: 04-09-1971 t/m 19-02-1972 | Hitnotering: 04-09-1971 t/m 19-02-1972 | Hitnotering: 04-09-1971 t/m 19-02-1972 | Hitnotering: 04-09-1971 t/m 19-02-1972 | Hitnotering: 04-09-1971 t/m 19-02-1972 | Hitnotering: 04-09-1971 t/m 19-02-1972 |
| Week                                   | 1                                      | 2                                      | 3                                      | 4                                      | 5                                      | 6                                      | 7                                      | 8                                      | 9                                      | 10                                     | 11                                     | 12                                     | 13                                     | 14                                     | 15                                     | 16                                     | 17                                     | 18                                     | 19                                     | 20                                     | 21                                     | 22                                     | 23                                     | 24                                     | 25                                     |                                        |
| -------------------------------------- | -------------------------------------- | -------------------------------------- | -------------------------------------- | -------------------------------------- | -------------------------------------- | -------------------------------------- | -------------------------------------- | -------------------------------------- | -------------------------------------- | -------------------------------------- | -------------------------------------- | -------------------------------------- | -------------------------------------- | -------------------------------------- | -------------------------------------- | -------------------------------------- | -------------------------------------- | -------------------------------------- | -------------------------------------- | -------------------------------------- | -------------------------------------- | -------------------------------------- | -------------------------------------- | -------------------------------------- | -------------------------------------- | -------------------------------------- |
| Nummer                                 | 32                                     | 13                                     | 8                                      | 5                                      | 2                                      | 2                                      | 2                                      | 3                                      | 4                                      | 5                                      | 6                                      | 5                                      | 2                                      | 1                                      | 1                                      | 2                                      | 2                                      | 2                                      | 2                                      | 4                                      | 6                                      | 7                                      | 13                                     | 22                                     | 39                                     | uit                                    |

### Daverende Dertig
| Hitnotering: 11-09-1971 t/m 12-02-1972 | Hitnotering: 11-09-1971 t/m 12-02-1972 | Hitnotering: 11-09-1971 t/m 12-02-1972 | Hitnotering: 11-09-1971 t/m 12-02-1972 | Hitnotering: 11-09-1971 t/m 12-02-1972 | Hitnotering: 11-09-1971 t/m 12-02-1972 | Hitnotering: 11-09-1971 t/m 12-02-1972 | Hitnotering: 11-09-1971 t/m 12-02-1972 | Hitnotering: 11-09-1971 t/m 12-02-1972 | Hitnotering: 11-09-1971 t/m 12-02-1972 | Hitnotering: 11-09-1971 t/m 12-02-1972 | Hitnotering: 11-09-1971 t/m 12-02-1972 | Hitnotering: 11-09-1971 t/m 12-02-1972 | Hitnotering: 11-09-1971 t/m 12-02-1972 | Hitnotering: 11-09-1971 t/m 12-02-1972 | Hitnotering: 11-09-1971 t/m 12-02-1972 | Hitnotering: 11-09-1971 t/m 12-02-1972 | Hitnotering: 11-09-1971 t/m 12-02-1972 | Hitnotering: 11-09-1971 t/m 12-02-1972 | Hitnotering: 11-09-1971 t/m 12-02-1972 | Hitnotering: 11-09-1971 t/m 12-02-1972 | Hitnotering: 11-09-1971 t/m 12-02-1972 | Hitnotering: 11-09-1971 t/m 12-02-1972 | Hitnotering: 11-09-1971 t/m 12-02-1972 | Hitnotering: 11-09-1971 t/m 12-02-1972 |
| Week                                   | 1                                      | 2                                      | 3                                      | 4                                      | 5                                      | 6                                      | 7                                      | 8                                      | 9                                      | 10                                     | 11                                     | 12                                     | 13                                     | 14                                     | 15                                     | 16                                     | 17                                     | 18                                     | 19                                     | 20                                     | 21                                     | 22                                     | 23                                     |                                        |
| -------------------------------------- | -------------------------------------- | -------------------------------------- | -------------------------------------- | -------------------------------------- | -------------------------------------- | -------------------------------------- | -------------------------------------- | -------------------------------------- | -------------------------------------- | -------------------------------------- | -------------------------------------- | -------------------------------------- | -------------------------------------- | -------------------------------------- | -------------------------------------- | -------------------------------------- | -------------------------------------- | -------------------------------------- | -------------------------------------- | -------------------------------------- | -------------------------------------- | -------------------------------------- | -------------------------------------- | -------------------------------------- |
| Nummer                                 | 19                                     | 6                                      | 5                                      | 3                                      | 2                                      | 3                                      | 4                                      | 5                                      | 5                                      | 8                                      | 6                                      | 4                                      | 1                                      | 2                                      | 2                                      | 2                                      | 2                                      | 3                                      | 4                                      | 6                                      | 7                                      | 9                                      | 20                                     | uit                                    |

### NPO Radio 2 Top 2000
| Nummer met noteringen in de NPO Radio 2 Top 2000 | '99 | '00 | '01 | '02 | '03 | '04 | '05 | '06 | '07 | '08 | '09 | '10 | '11 | '12 | '13 | '14 | '15 | '16 | '17  | '18  | '19  | '20  | '21 | '22  | '23  | '24  |
| ------------------------------------------------ | --- | --- | --- | --- | --- | --- | --- | --- | --- | --- | --- | --- | --- | --- | --- | --- | --- | --- | ---- | ---- | ---- | ---- | --- | ---- | ---- | ---- |
| Non, non, rien n'a changé                        | 532 | 407 | 418 | 485 | 582 | 477 | 403 | 446 | 645 | 490 | 571 | 667 | 634 | 686 | 697 | 781 | 795 | 984 | 1176 | 1149 | 1063 | 1189 | 990 | 1088 | 1174 | 1353 |

1. ↑  Een vetgedrukt getal geeft de hoogste notering aan.

### Evergreen Top 1000
| Evergreen Top 1000 "Non, non, rien n'a changé" | Evergreen Top 1000 "Non, non, rien n'a changé" | Evergreen Top 1000 "Non, non, rien n'a changé" | Evergreen Top 1000 "Non, non, rien n'a changé" | Evergreen Top 1000 "Non, non, rien n'a changé" | Evergreen Top 1000 "Non, non, rien n'a changé" | Evergreen Top 1000 "Non, non, rien n'a changé" | Evergreen Top 1000 "Non, non, rien n'a changé" | Evergreen Top 1000 "Non, non, rien n'a changé" | Evergreen Top 1000 "Non, non, rien n'a changé" | Evergreen Top 1000 "Non, non, rien n'a changé" | Evergreen Top 1000 "Non, non, rien n'a changé" | Evergreen Top 1000 "Non, non, rien n'a changé" | Evergreen Top 1000 "Non, non, rien n'a changé" | Evergreen Top 1000 "Non, non, rien n'a changé" | Evergreen Top 1000 "Non, non, rien n'a changé" | Evergreen Top 1000 "Non, non, rien n'a changé" |
| Jaar                                           | 2008                                           | 2009                                           | 2010                                           | 2011                                           | 2012                                           | 2013                                           | 2014                                           | 2015                                           | 2016                                           | 2017                                           | 2018                                           | 2019                                           | 2020                                           | 2021                                           | 2022                                           | 2023                                           |
| ---------------------------------------------- | ---------------------------------------------- | ---------------------------------------------- | ---------------------------------------------- | ---------------------------------------------- | ---------------------------------------------- | ---------------------------------------------- | ---------------------------------------------- | ---------------------------------------------- | ---------------------------------------------- | ---------------------------------------------- | ---------------------------------------------- | ---------------------------------------------- | ---------------------------------------------- | ---------------------------------------------- | ---------------------------------------------- | ---------------------------------------------- |
| Positie                                        | 279                                            | 309                                            | 309                                            | 309                                            | 257                                            | 503                                            | 366                                            | 557                                            | 527                                            | 531                                            | 282                                            | 425                                            | 303                                            | 307                                            | 259                                            | 269                                            |